# 사이먼 브리지스

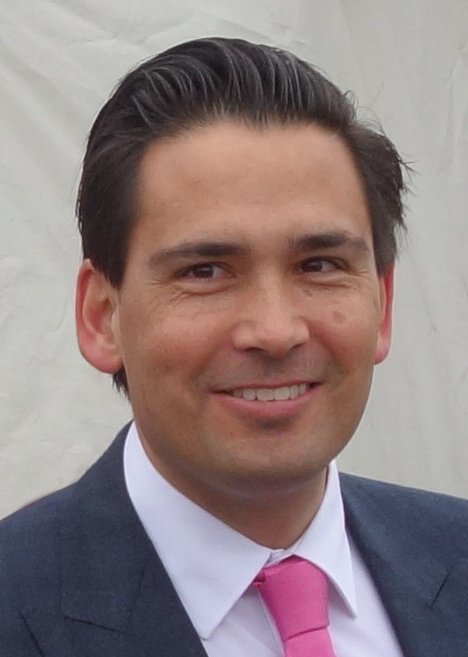

사이먼 조지프 브리지스(영어: Simon Joseph Bridges, 1976년 10월 12일 ~ )는 뉴질랜드의 법조인, 정치인이다. 2008년 타우랑가 선거구의 국회의원으로 당선되어 현재까지 재직 중이다. 그는 2018년부터 2020년까지 국민당 대표 및 야권대표직을 맡았다.
스스로를 "온정적 보수주의자"로 지칭하는 그는 교통부 장관(2014-2017), 경제개발부 장관(2016-2017)을 지냈으며, 2017년 5월부터 10월까지 원내총무직을 지냈다.
총선 패배 이후 사임한 빌 잉글리시의 뒤를 이어 2018년 2월 27일 국민당 대표로 선출되었다. 마오리족으로서는 처음으로 뉴질랜드 주요 정당 대표에 올랐으나, 턱 없이 낮은 지지율에 토드 멀러의 강한 도전을 직면하게 되었고, 결국 2020년 5월 22일 전당대회에서 멀러에 패해 대표직에서 물러나게 되었다.

## 역대 선거 결과
| 선거명      | 직책명                     | 대수 | 정당            | 득표율 | 득표수   | 결과 | 당락                   |
| ----------- | -------------------------- | ---- | --------------- | ------ | -------- | ---- | ---------------------- |
| 2008년 선거 | 하원의원 (타우랑가 선거구) | 49대 | 뉴질랜드 국민당 | 56.81% | 21,051표 | 1위  | 타우랑가 하원의원 당선 |
| 2011년 선거 | 하원의원 (타우랑가 선거구) | 50대 | 뉴질랜드 국민당 | 61.54% | 20,147표 | 1위  | 타우랑가 하원의원 당선 |
| 2014년 선거 | 하원의원 (타우랑가 선거구) | 51대 | 뉴질랜드 국민당 | 56.88% | 20,711표 | 1위  | 타우랑가 하원의원 당선 |
| 2017년 선거 | 하원의원 (타우랑가 선거구) | 52대 | 뉴질랜드 국민당 | 54.78% | 21,499표 | 1위  | 타우랑가 하원의원 당선 |
| 2020년 선거 | 하원의원 (타우랑가 선거구) | 53대 | 뉴질랜드 국민당 | 43.47% | 18,721표 | 1위  | 타우랑가 하원의원 당선 |